# Land van Duisternis
Het Land van Duisternis was een mythisch land vermoedelijk gehuld in eeuwigdurende duisternis. Meestal werd beweerd dat het gebied gelegen lag in Abchazië en dat het gebied oorspronkelijk bekendstond als Hanyson, Hamson of het Bos van Abchazië, de naam komt vermoedelijk uit het Turkse district van Hemşin (Hamshen).
Het land van duisternis genoot populariteit in de middeleeuwse reisliteratuur zoals de Alexanderromans en de reisavonturen van Jean de Mandeville. Volgens Mandeville durfde niemand Hanyson in te gaan vanwege angst en vrees, maar de mensen uit de omgeving wisten dat het gebied bewoond was, omdat ze er stemmen vandaan hoorden. De bewoners van Hanyson zouden afstammelingen zijn van de Perzische keizer Shapur II en zijn mannen, die daar voor altijd in de val raakten door een wonder van God. Shapur II achtervolgde zijn voormalige volgelingen, die tot het christendom waren bekeerd, tot in Hanyson, waar hij ze op een lege vlakte omsingelde. Vervolgens bidden ze tot god, en god reageerde door de legers van de keizer te omringen met een dikke duisternis die het gehele gebied trof. In de Alexanderromans doorkruist Alexander de Grote het gebied op zoek naar het 
Water des Levens. Nadat hij Rusland is gepasseerd en bijna de rand van de wereld bereikt heeft, vindt Alexander het land van duisternis en reist er met zijn dienaar Andreas doorheen. Alexander kan zijn weg niet vinden door de duisternis maar zijn dienaar wel. Andreas vindt de waterbron en drinkt ervan en wordt vervolgens onsterfelijk.
Het land van duisternis wordt ook wel geïdentificeerd met het gebied rondom het noordelijke Oeral (gebergte). Toen Abu Hamid al-Gharnati Wolga-Bulgarije in 1135-36 bezocht, werd hem verteld dat het land van duisternis niet ver van 
Joegra lag. Omstreeks 1320 was Ibn Battuta in hetzelfde gebied en wilde hij het land van duisternis bezoeken, maar hij besloot er toch van af te zien omdat het 40 dagen kostte om er te komen door middel van kleine rijtuigen getrokken door grote honden.